# Atemnus syriacus
Espèce
Synonymes
- Catatemnus syriacus Beier, 1955

Atemnus syriacus est une espèce de pseudoscorpions de la famille des Atemnidae.

## Distribution
Cette espèce se rencontre en Syrie, en Israël, en Turquie et en Grèce.

## Description
Le mâle holotype mesure 4,3 mm.

## Étymologie
Son nom d'espèce lui a été donné en référence au lieu de sa découverte, la Syrie.

## Publication originale
- Beier, 1955 : Über Pseudoscorpione aus Syrien und Palästina. Annalen des Naturhistorischen Museums in Wien, vol. 60, p. 212-219 (texte intégral).